# Louis Jolliet
Pour les articles homonymes, voir Joliette.

Signature de Louis Jolliet

Louis Jolliet (né 21 septembre 1645  près de Québec et mort en 1700) est un commerçant français né au Canada, réputé pour avoir voyagé jusqu'au fleuve Mississippi en 1673 en compagnie du père Jacques Marquette.

## Jeunesse
Fils de Jean Jolliet, charron au service de la Compagnie des Cent-Associés, et de Marie d'Abancourt, Louis Jolliet entreprend ses études au Séminaire de Québec à l'âge de 10 ans. Il reçoit les ordres mineurs le 16 août 1662. Comme il a un certain don musical, il est promu officier de musique au collège. Plus tard, il devient organiste de la cathédrale de Québec. Jérôme Lalemant écrit « Monseigneur l'Evesque disna chez nous et Monsieur Meseré [Maizerets], et le soir nous invitames les sieurs Morin et Joliet, nos officiers en musique à souper ». Lors d'un service commémoratif en 1700, il fut remercié « d'avoir joué des orgues à la Cathédrale et paroisse beaucoup d'années. Fait gratis ».
En 1666, le recensement le qualifie comme « clerc d'église ». Le 2 juillet de la même année, il soutient une thèse de philosophie en présence de monseigneur de Laval, du gouverneur Rémy de Courcelles et de l'intendant Jean Talon.
En juillet 1667, il quitte le séminaire et, quelques semaines plus tard, s'embarque pour la France. De retour à Québec l'année suivante, il entame une carrière de commerçant, après s'être approvisionné auprès du marchand Charles Aubert de La Chesnaye.

## À la découverte du Mississippi
L'intendant Jean Talon et le gouverneur Louis de Buade de Frontenac le désignent pour aller à la découverte de la mer du Sud (l'océan Pacifique), via une grande rivière jusqu'alors inconnue des Français, que les Autochtones appellent Michisippi (fleuve Mississippi). Avant son départ, Jolliet s’associe devant notaire avec six autres colons pour faire ce voyage de découverte qui est aussi un voyage commercial. À l'automne, ils quittent Québec et parviennent en décembre au poste Michillimakinac, à la jonction des lacs Huron et Michigan. Il remet au jésuite Jacques Marquette une lettre du père Claude Dablon lui ordonnant de se joindre à l'expédition. Marquette peut ainsi mettre au service de l'expédition sa connaissance de la région et sa connaissance des langues des peuples autochtones qui l'habitent. 
Les deux hommes passent l'hiver 1672-1673 à organiser les derniers préparatifs. Ils partent en mai 1673, la troupe étant composée de sept hommes et de deux canoës. Ils se dirigent d'abord vers l'ouest, longeant la rive nord du lac Michigan puis la rive occidentale de la baie des Puants (Green Bay). Après avoir fait étape à la mission Saint-François-Xavier, ils descendent la rivière aux Renards jusqu'au village des Mascoutens. Là, ils apprennent l'existence, trois lieues plus loin, d'un affluent du Mississippi. Ils font donc du portage jusqu'à la rivière Meskousing (aujourd'hui rivière Wisconsin).
C'est en la descendant qu'ils atteignent le Mississippi le 15 juin. Jusqu'alors, ils ont fait 800 kilomètres dont près de 200 sur la Wisconsin. Pendant dix jours, ils continuent vers le sud sans rencontrer âme qui vive. Ils arrivent à leur premier village indien, à l'embouchure de l'Iowa. Il s'agit d'une tribu d'Illinois qui les reçoivent bien.

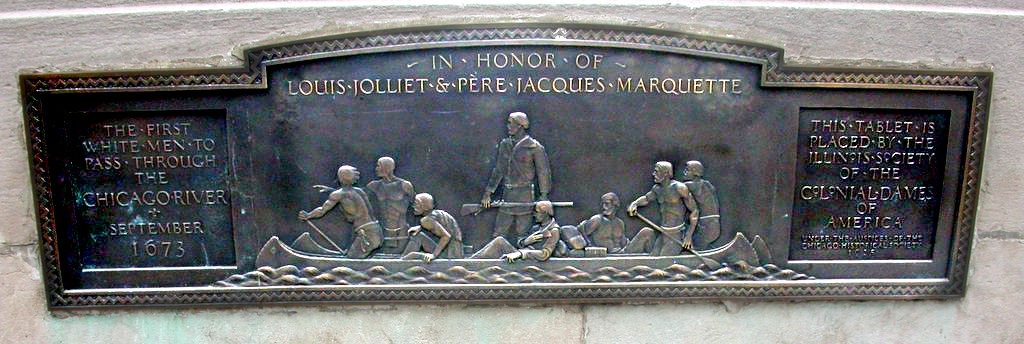
Plaque commémorative de la première traversée de la rivière Chicago par des blancs

En septembre 1673, ils sont les premiers Blancs à traverser la rivière Chicago. Puis ils découvrent l'embouchure du Missouri et Ouabouskigou (Ohio), deux affluents du Mississippi. À l'embouchure de l'Ohio, ils ont déjà parcouru près de 2 000 kilomètres. Ils n'osent continuer plus loin, les Indiens Quapaws devenant hostiles. Marquette ne comprend pas leur langue mais sait qu'ils font du commerce avec les Espagnols de la Nouvelle-Espagne. Craignant de tomber entre leurs mains, ils décident de rebrousser chemin. Le voyage se termine donc à la confluence du Mississippi et de la Francis River; il leur restait 700 kilomètres à parcourir avant d'atteindre l'embouchure du Mississippi. L'expédition permet de confirmer que le Mississippi se jette dans l'Atlantique et non dans le Pacifique.
Le voyage du retour s'effectue à partir de la mi-juillet. Jolliet et Marquette atteignent la mission Saint-François-Xavier à la mi-octobre. L'explorateur passe l'hiver 1673-1674 à Sault-Sainte-Marie où il recopie les notes de son voyage. Malheureusement, à son retour dans la colonie, en mai 1674, il fait naufrage au Sault-Saint-Louis, en amont de Montréal. Il parvient à s'en tirer mais son journal et ses papiers personnels disparaissent dans les flots. Quelque temps plus tard, ses copies sont détruites lors d'un incendie à Sault-Sainte-Marie, ce qui fait qu'il ne reste plus aucun compte rendu détaillé de ce voyage historique.

## Entre Québec, Mingan et Anticosti

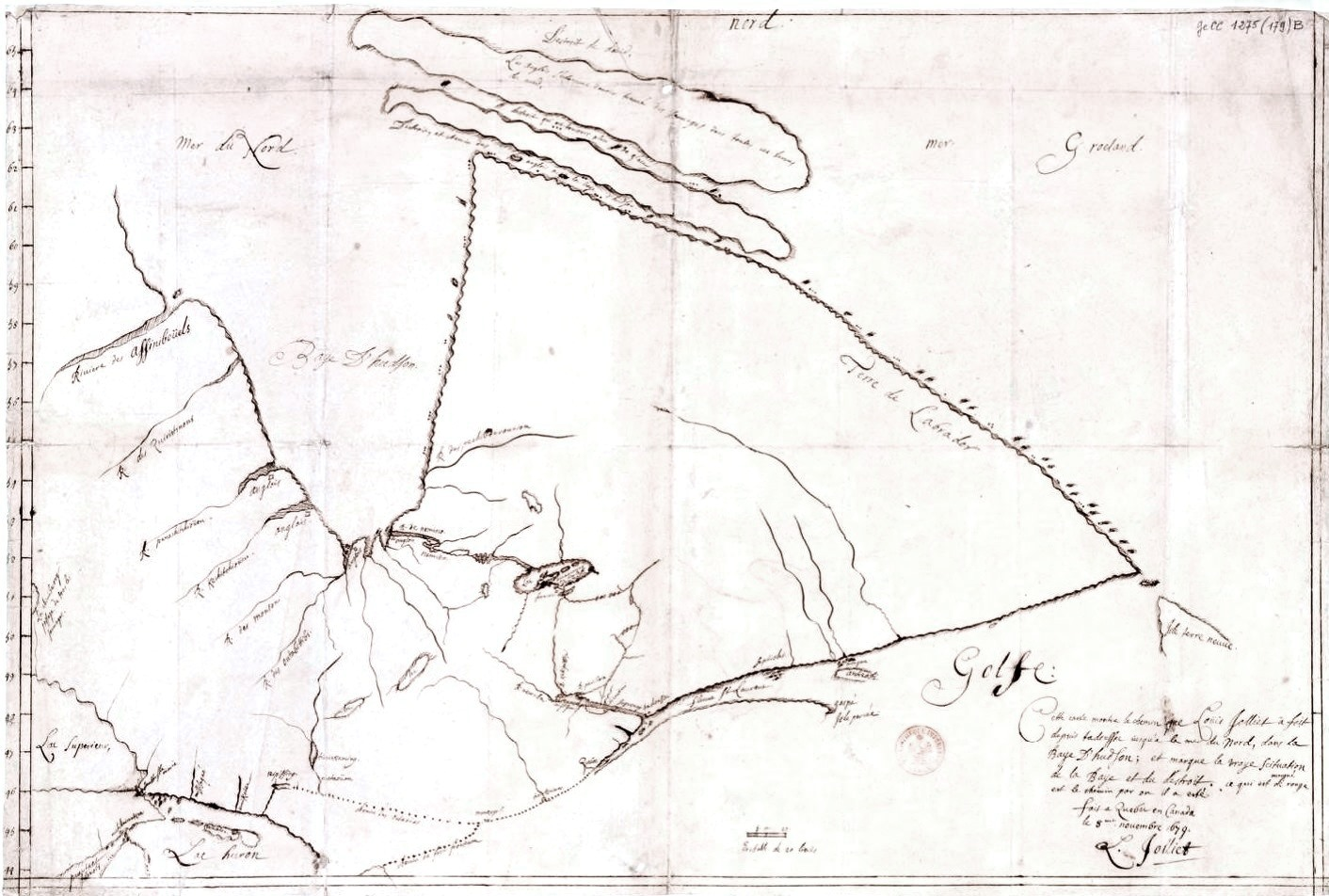
1679 - Cette carte montre le chemin que Louis Jolliet a fait depuis Tadoussac iusqu'à la Mer du Nord, dans la Baye D'hudson...

Le 17 octobre 1675, Louis Jolliet épouse Claire-Françoise Byssot, 19 ans, fille de François Byssot et de Marie Couillard. Il désire s'établir au pays des Illinois, mais Jean-Baptiste Colbert lui oppose son refus. En 1678, il reçoit une terre dans la région de Sept-Îles où il s'installe.
En 1679, Frontenac le charge de se rendre à la baie d'Hudson afin de tenter de nouer des liens commerciaux avec les Autochtones du nord et d'enquêter sur leurs contacts avec les Anglais qui y sont installés. Il s'y rend via la rivière Saguenay et le lac Saint-Jean. Il y rencontre le gouverneur anglais de l'endroit, Charles Baily, qui le reçoit avec honneur car il a entendu parler de son expédition sur le Mississippi. Il revient à Québec, persuadé que les Anglais y font le « plus beau commerce du Canada ».
La même année, Jolliet se fait concéder les terres de l'archipel Mingan où il se propose d'établir des pêcheries de morue, de loups marins et de baleines. Les années qui suivent, il passe l'été à l'île d'Anticosti, y construisant une demeure sur la Rivière à l'Huile, s'y occupant de ses terres et de son commerce, et revient à Québec pour l'hiver. Il fait construire un fort. En 1690, la flotte de William Phips s'empare de sa barque, confisque ses marchandises et fait prisonnières sa femme et sa belle-mère.

## Les dernières années de Louis Jolliet

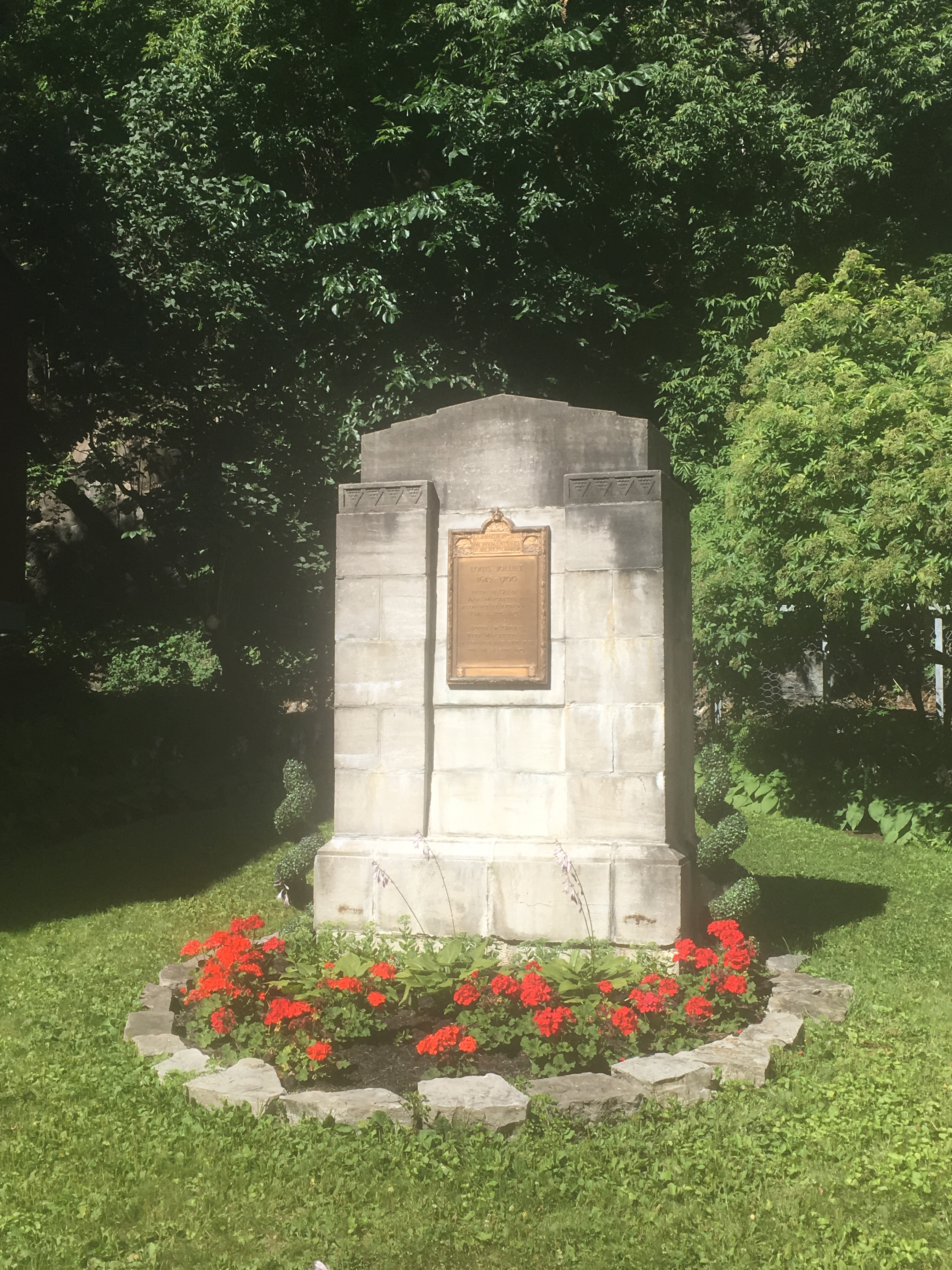
Monument commémorant Jolliet à Québec.

En 1694, Louis Jolliet explore la côte du Labrador qu'il décrit et cartographie. Son document, conservé, contient seize croquis cartographiques dont une première description du littoral entre le cap Charles et Zoar.
En 1697, l'explorateur obtient son certificat d'hydrographe. S'il passe la saison chaude à travailler sur ses terres de la Côte-Nord, il revient à Québec à l'automne y enseigner sa matière au Collège des Jésuites. Il meurt entre le 4 mai et le 15 septembre 1700 (la date précise n'est pas connue). Il est le premier habitant de la Nouvelle-France, né dans la colonie, à s'être fait connaître internationalement de son vivant.

## Notoriété
- Un ancien traversier transformé en navire de croisière sur le fleuve Saint-Laurent basé à Québec porte son nom.
- Joliet (Illinois)
- Joliet (Montana)
- Joliet (Indiana)
- Joliet (Pennsylvanie)
- Une unité de la réserve navale des Forces armées canadiennes à Sept-Îles porte le nom NCSM Jolliet[5]